# Cantone di Faulquemont
Il Cantone di Faulquemont è una divisione amministrativa dell'arrondissement di Boulay-Moselle e dell'arrondissement di Metz-Campagne.
A seguito della riforma approvata con decreto del 18 febbraio 2014, che ha avuto attuazione dopo le elezioni dipartimentali del 2015, è passato da 31 a 61 comuni.

## Composizione
I 31 comuni facenti parte prima della riforma del 2014 erano:
- Adaincourt
- Adelange
- Arraincourt
- Arriance
- Bambiderstroff
- Créhange
- Elvange
- Faulquemont
- Flétrange
- Fouligny
- Guinglange
- Hallering
- Han-sur-Nied
- Haute-Vigneulles
- Hémilly
- Herny
- Holacourt
- Laudrefang
- Longeville-lès-Saint-Avold
- Mainvillers
- Many
- Marange-Zondrange
- Pontpierre
- Teting-sur-Nied
- Thicourt
- Thonville
- Tritteling-Redlach
- Vahl-lès-Faulquemont
- Vatimont
- Vittoncourt
- Voimhaut

Dal 2015 i comuni appartenenti al cantone sono i seguenti 61:
- Adaincourt
- Adelange
- Ancerville
- Arraincourt
- Arriance
- Aube
- Bambiderstroff
- Béchy
- Beux
- Boucheporn
- Buchy
- Chanville
- Cheminot
- Chérisey
- Créhange
- Elvange
- Faulquemont
- Flétrange
- Fleury
- Flocourt
- Fouligny
- Goin
- Guinglange
- Hallering
- Han-sur-Nied
- Haute-Vigneulles
- Hémilly
- Herny
- Holacourt
- Laudrefang
- Lemud
- Liéhon
- Longeville-lès-Saint-Avold
- Louvigny
- Luppy
- Mainvillers
- Many
- Marange-Zondrange
- Orny
- Pagny-lès-Goin
- Pommérieux
- Pontoy
- Pontpierre
- Pournoy-la-Grasse
- Rémilly
- Sillegny
- Silly-en-Saulnois
- Solgne
- Teting-sur-Nied
- Thicourt
- Thimonville
- Thonville
- Tragny
- Tritteling-Redlach
- Vahl-lès-Faulquemont
- Vatimont
- Verny
- Villers-Stoncourt
- Vittoncourt
- Voimhaut
- Zimming